# Granat
Granatul este un mineral din grupa silicaților, cu compoziția chimică XII3YIII2(SiO4)3 - X- reprezintă  XII ionii metalici bivalenți calciu, magneziu, fier(II) sau mangan cu ioni metalici trivalenți YIII ca aluminiu, fier(III), titan, vanadiu sau crom.

## Descriere
Din punct de vedere structural granatele sunt silicați izolați (insulare). 
Granatele cristalizează în sistemul cubic. 
Duritatea  cristalelor depinde de compoziția chimică, variind între 6-7,5 pe scara Mohs. 
Culoarea este de asemenea variabilă, frecvent brun roșcat, verde gălbui, negru, neavând niciodată culoarea albastră.

## Varietăți
Următoarele minerale aparțin familiei granaților:
- Almandin - Fe3Al2Si3O12
- Andradit - Ca3Fe2Si3O12
  - Demantoid
  - Melanit
- Grossular - Ca3Al2Si3O12
  - Hessonit
  - Tsavorit
- Pirop - Mg3Al2Si3O12
- Spessartin - Mn3Al2Si3O12
- Uvarovit - Ca3Cr2Si3O12

## Răspândire
Frecvent apar sub forme masive grăunțoase sau cristale scurte, cu o masă care a atins greutatea de 700 kg. Compoziția chimică a cristalelor este influențată de compoziția rocilor înconjurătoare (varietatea Pyrop este totdeauna asociată cu roci bogate în magneziu).
Frecvent granatele sunt prezente în peridotite și serpentinite, în roci metamorfice (gnaisuri și eclogite) sau în sedimentele din văile apelor curgătoare.
Cele mai multe cristale s-au găsit în SUA, Africa de Sud și Sri Lanka.

## Utilizare
Granatele sunt utilizate frecvent ca bijuterii, ca abraziv (datorită durității), ca cristale în componența laserului, precum și pentru producerea undelor ultrascurte cu frecvențe ridicate.

## Galerie de imagini

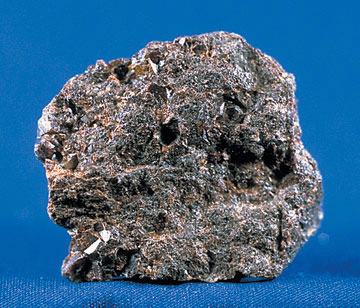
Granat neşlefuit
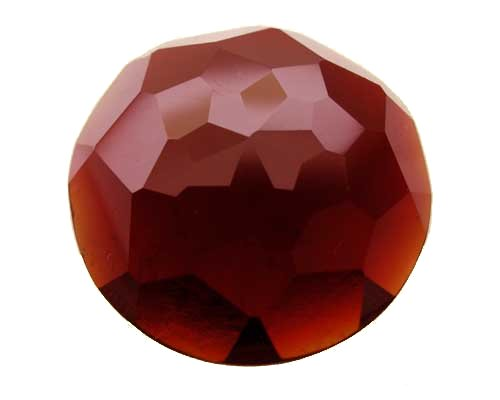
Granat şlefuit
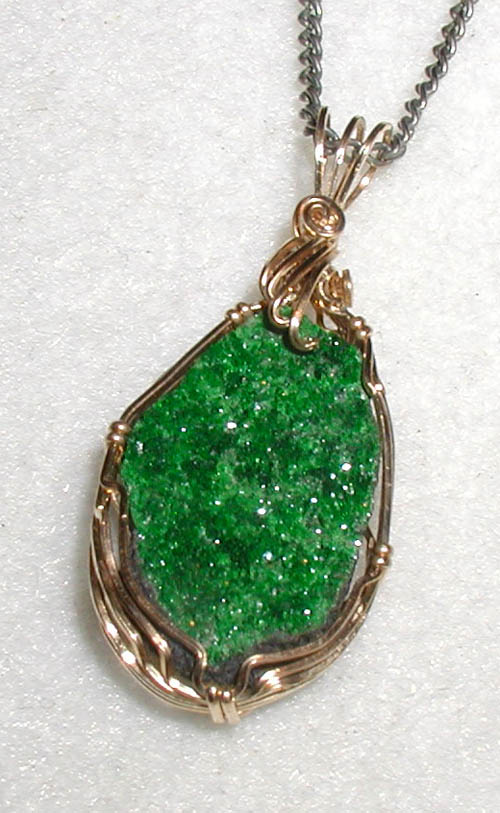
Uvarovit, o varietate rară de Granat - lungime cca. 2 cm